# Humidicutis poilena
Humidicutis poilena är en svampart som beskrevs av Desjardin & Hemmes 1997. Humidicutis poilena ingår i släktet Humidicutis och familjen Hygrophoraceae.   Inga underarter finns listade i Catalogue of Life.